# Józef Gut
Józef Gut (ur. 23 listopada 1930 w Wólce Czarnińskiej, zm. 6 listopada 2001) – polski formierz, poseł na Sejm PRL V kadencji.

## Życiorys
Uzyskał wykształcenie podstawowe. Pracował jako formierz w Fabryce Urządzeń Dźwigowych w Mińsku Mazowieckim. W 1969 uzyskał mandat posła na Sejm PRL w okręgu Siedlce. Zasiadał w Komisji Budownictwa i Gospodarki Komunalnej.
Został pochowany na cmentarzu komunalnym w Mińsku Mazowieckim.